# Дивин (бренди)
Дивин (рум. Divin) — молдавский бренди, аналог коньяка, полностью соответствующий оригинальной технологии производства. На постсоветском пространстве часто реализуется под названием «коньяк».

## История производства
Производство дивинов в Бессарабии началась в конце XIX века на двух винокурнях — в городах Кишинёв и Калараш. Сейчас дивины выпускают в Тирасполе (Приднестровье, завод «KVINT»), Калараше (завод «Călărași-Divin»).

## Классификация
Согласно используемым в Молдове технологическим инструкциям дивины имеют свою, отличную от коньячной, классификацию. В зависимости от качества и срока выдержки винных дистиллятов, дивины в Молдове делят на следующие категории:
- «3 звезды», приготовленный из дистиллятов винных выдержанных не менее 3 лет;
- «4 звезды», приготовленный из дистиллятов винных со средним сроком выдержки не менее 4 года;
- специальных наименований («Aroma», «Belîi Aist», «Tuzara», «Orfeu», «Cezar», «Ungheni» и др.), приготовленные из дистиллятов винных со средним сроком выдержки 3-5 лет;
- «5 звёзд», приготовленный из дистиллятов винных со средним сроком выдержки не менее 5 лет;
- DVM (выдержанный), приготовленный из дистиллятов винных со средним сроком выдержки 6-7 лет;
- DVS (высококачественный), приготовленный из дистиллятов винных со средним сроком выдержки 8-9 лет;
- DVV (старый), приготовленный из дистиллятов винных со средним сроком выдержки 10-19 лет;
- DVFV (очень старый), приготовленный из дистиллятов винных со средним сроком выдержки не менее 20 лет;
- коллекционный, приготовленный из дистиллятов винных со средним сроком выдержки не менее 6 лет, выдержанный дополнительно не менее 3 лет в дубовых бочках или бутах.

При производстве отдельных марок дивинов согласно соответствующих технологических инструкций допускается введение в купаж не более 25 % винных дистиллятов выдержанных более молодых, соответствующих по качеству и физико-химическому составу приготовляемым маркам дивинов, срок выдержки которых не менее:
- 3 года — для категории DVM;
- 5 лет — для категории DVS;
- 7 лет — для категории DVV;
- 10 лет — для категории DVFV.

Кроме того, на бутылках дивинов (в особенности экспортных) обычно указывается и категория, установленная классификацией Национального Межпрофессионального Бюро коньяков:
- V.S. (Very Special) или ✯✯✯ (три «звезды») обозначает смесь винных дистиллятов, самый молодой из которых был выдержан в бочке не менее 2 лет;
- V.S.O.P. (Very Superior Old Pale) or Reserve обозначает смесь винных дистиллятов, самый молодой из которых был выдержан в бочке не менее 4 лет;
- XO (Extra Old) or Napoléon в данный момент обозначает смесь винных дистиллятов, самый молодой из которых был выдержан в бочке не менее 6 лет. Минимальный возраст самого молодого дистиллята в смеси XO будет увеличен до 10 лет в апреле 2018. Это правило было запланировано к введению в 2016, однако его пришлось отложить из-за слишком малых запасов сырья. Обозначение Napoléon, ранее неофициальное, теперь будет использоваться для обозначения тех смесей дистиллятов, в которых самый молодой выдерживался в бочке на протяжении как минимум 6 лет, но не удовлетворяет критериям смеси XO по возрасту;
- Hors d'âge (Beyond Age) обозначение, полностью соответствующее определению XO, однако обозначающее продукт, смесь дистиллятов которого значительно превосходит установленные критерии по возрасту выдержки;

В классификации используются английские наименования, восходящие к исторической торговле коньяком, особенно в XVIII веке, в которой значительную роль занимали британцы.